# 山脊赛车2
《山脊赛车2》是一款由南梦宫制作和发行的游戏。游戏最初于1994年8月在日本街机发行。
玩家可以选择赛车和赛道进行游戏。游戏的玩法与前作大致相同。
游戏后在PlayStation以《山脊赛车 革命》为名移植发行。